# Ophioninae
Sous-famille
Les Ophioninae sont une sous-famille d'hyménoptères ichneumonidés. Cette sous-famille est très riche en espèces tropicales. Ce sont des endoparasitoïdes de larves de lépidoptères. 
Les cocons, ovoïdes avec une bande centrale plus claire sont caractéristiques de cette sous-famille.

## Répartition
En Europe, cette sous-famille comprend les genres suivants :
- Barytatocephalus Schulz 1911
- Enicospilus Stephens 1835
- Eremotylus Förster 1869
- Hellwigiella Szépligeti 1905
- Ophion Fabricius 1798
- Stauropoctonus Brauns 1889

En Amérique :
- Thyreodon Brulle, 1846